# Erminio Dones
Erminio Dones est un rameur italien né le 14 avril 1882 à Venise et mort le 25 avril 1945 à Milan. Il a remporté avec Pietro Annoni la médaille d'argent aux jeux olympiques de 1920 en deux de couple.

## Biographie
En 1908, lors des régates internationales à la voile à l'aviron d'Évian-les-Bains, Erminio Dones termine deuxième en skiff derrière le champion d'Europe, Gaston Delaplane.
En 1912, il remporte la course de deux de couple avec Pietro Annoni aux Championnats d'Europe d'aviron 1912.
En 1919, il remporte sa série en skiff lors des régates interalliées puis abandonne en finale,.
En 1920, il remporte la médaille d'argent avec Pietro Annoni la médaille d'argent aux jeux olympiques de 1920 en deux de couple.
Il est mort assassiné après la fin de la Seconde Guerre mondiale.

## Style
« Donès, du S. C. de Milan, fut et doit être encore un bien joli rameur. Je ne l'ai pas vu ramer depuis trois ans. Doué de moyens physiques relativement restreints, il n'en rame pas moins admirablement. Son style est léger, souple, élégant. Et c'est très joli à voir. »

— Pair-Oar, La Vie au grand air 

## Résultats

### Championnats d'Europe
- Il a terminé 3e en skiff en 1907[8].
- Il a terminé 3e en huit en 1905[9].
- En deux de couple, il a terminé 1er en 1907, 2e en 1908, 1er en 1912, 2e en 1922 et 3e en 1923[10].